# Atomic Roooster
| 전문가 평가 | 전문가 평가 |
| 평가 점수   | 평가 점수   |
| 출처        | 점수        |
| ----------- | ----------- |
| Allmusic    | 4/별        |

《Atomic Roooster》는 영국의 프로그레시브 록 밴드 아토믹 루스터가 키보디스트 빈센트 크레인, 베이시스트 겸 보컬리스트 닉 그레이엄, 드러머 칼 파머와 함께한 첫 번째 음반이다.
발매 몇 주 후 기타리스트이자 보컬리스트인 존 듀 칸이 합류했고 오리지널 보컬리스트이자 베이시스트였던 닉 그레이엄이 탈퇴했다. 뒤 칸은 이후 이 음반의 트랙 중 세 곡을 미국 발매 예정으로 오버더빙했다. 하지만, 이 이벤트에서, 이 음반은 미국에서 발매되는 것을 보지 못했고, 오버더빙된 트랙들은 결국 영국에서 이 음반을 두 번째로 누르고 (음반 크레딧을 수정하지는 않았지만) 후속 CD를 재발매하면서 표면화되었다.
호주에서 이 음반을 수탉의 가슴 부분이 덮개에 깃털로 덧칠되어 있었다.
이 음반은 2016년에 바이닐로 재발매되었다.

## 배경
이 음반은 1969년 12월에서 1970년 1월 사이에 녹음되었는데, 그 때 키보디스트 빈센트 크레인과 드러머 칼 파머가 크레이지 월드 오브 아서 브라운을 떠나 새로운 밴드 아토믹 루스터를 결성했다. 이 밴드의 세 번째 멤버는 베이시스트 닉 그레이엄이었다. 이 음반은 1970년 2월에 발매되었고 6월에 영국에서 49위에 올랐다.
《Atomic Roooster》가 발매된 직후, 그레이엄과 파머는 밴드를 떠났다. 그들의 자리는 기타리스트 존 듀 칸과 드러머 폴 해먼드가 차지했고, 그래서 이 밴드는 그들의 다음이자 가장 성공적인 음반인 《Death Walks Behind You》를 새로운 라인업으로 녹음했다. 존 듀 칸은 그 후 《Atomic Roooster》의 세 곡의 트랙을 다시 녹음했는데, 이 곡은 결코 발매되지 않았다. 재녹음된 버전은 일부 후속 발매에 포함되었다.

## 곡 목록
모든 곡들은 특별한 언급이 없는 한 빈센트 크레인에 의해 작사/작곡하였다.
| #  | 제목                | 작사·작곡 | 재생 시간 |
| -- | ------------------- | --------- | --------- |
| 1. | 〈Friday the 13th〉 |           | 3:31      |
| 2. | 〈And So to Bed〉   |           | 4:09      |
| 3. | 〈Broken Wings〉    | 존 메이올 | 5:47      |
| 4. | 〈Before Tomorrow〉 |           | 5:52      |

| #  | 제목                 | 작사·작곡                    | 재생 시간 |
| -- | -------------------- | ---------------------------- | --------- |
| 5. | 〈Banstead〉         | 크레인, 닉 그레이엄, 칼 파머 | 3:29      |
| 6. | 〈S.L.Y.〉           |                              | 4:43      |
| 7. | 〈Winter〉           |                              | 6:53      |
| 8. | 〈Decline and Fall〉 | 크레인, 그레이엄, 파머       | 5:45      |
| 9. | 〈Play the Game〉    | 존 듀 칸                     | 4:45      |